# Baldassarre Capra
Baldassarre Capra (Milano, 1580 – Milano, 8 maggio 1626) è stato uno scienziato italiano che polemizzò con Galileo Galilei a proposito della priorità della scoperta della Supernova di Keplero e che affermò essere sua l'invenzione del compasso di proporzione accusando di plagio lo scienziato pisano.

## Biografia
Figlio del conte Marco Aurelio e di Ippolita Dalla Croce, Baldassarre apparteneva ad un'antica nobile famiglia che riponeva in lui grandi speranze. Il padre, medico dilettante, nel 1594 si era trasferito con il figlio a Padova affinché studiasse medicina, astronomia e matematica. Di modeste condizioni economiche Marco Aurelio per sostenere gli studi del figlio si era adattato a dare lezioni di scherma che gli aveva procurato anche Galilei, conosciuto tramite il comune amico Giacomo Alvise Cornaro.

### Le critiche a Galilei riguardo alla Stella Nova
Baldassarre a Padova frequentava l'ambiente degli studenti tedeschi dove conobbe l'astronomo allievo di Keplero Simone Mayr (Marius) von Guntzenhausen con il quale studiava matematica. In occasione di un'osservazione astronomica con il Mayr, il 10 ottobre 1604 il Capra vide una nuova stella che era stata già osservata il 9 ottobre dal frate Ilario Altobelli che scrisse a Galilei comunicandogli l'importante scoperta.

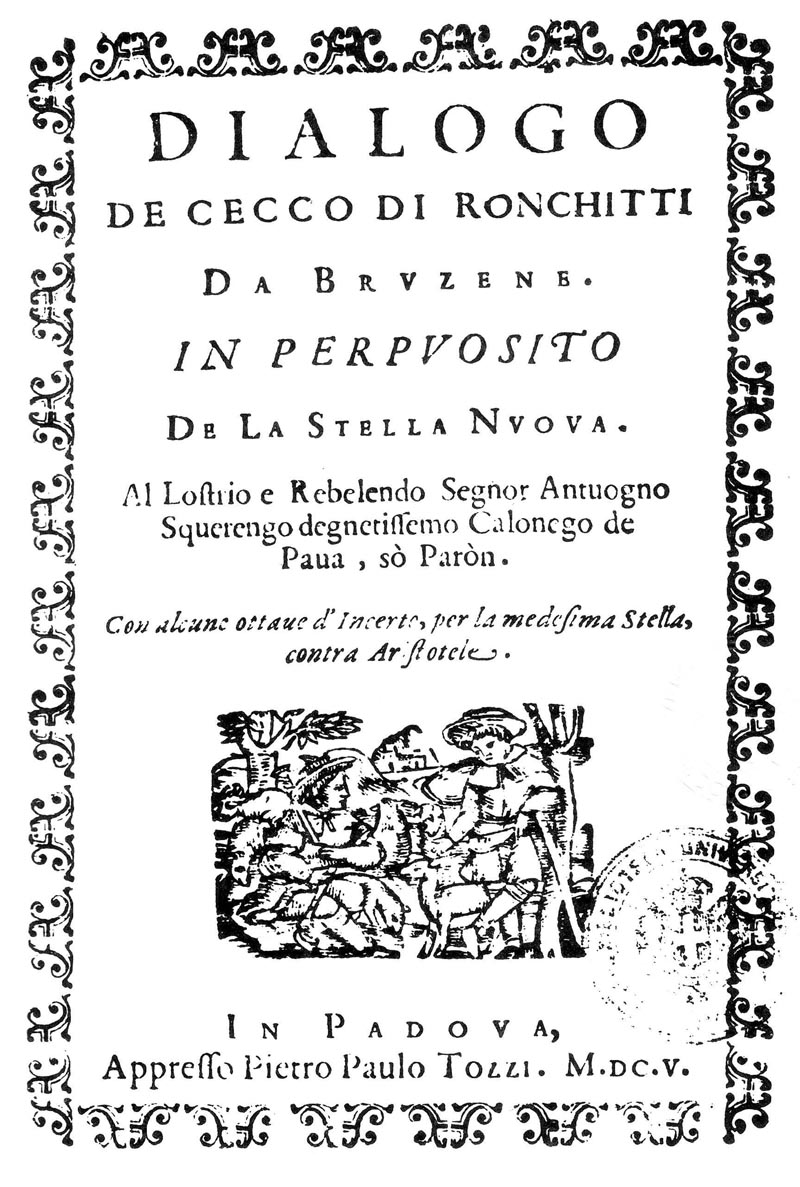
Frontespizio del Dialogo de Cecco di Ronchitti da Bruzene in perpuosito de la Stella Nuova (1605)

Galilei in tre pubbliche lezioni ebbe modo allora di contestare l'ambiente a lui ostile dei peripatetici padovani proprio sulla base della scoperta di questa nuova stella che metteva in discussione la teoria aristotelica sulla inalterabilità dei cieli. Capra si ritenne offeso dal fatto che Galilei che non lo avesse menzionato come scopritore e, forse su istigazione del Mayr, lo attaccò pesantemente nel suo scritto Consideratione astronomica sopra la nova et portentosa stella che nell'anno 1604 a dì 10 ottobre apparve. Con un giudicio dei suoi significati pubblicato nel 1605. Nelle sue conclusioni, il Capra osservava che la nuova stella era paragonabile a quella apparsa nel 1572 nella costellazione di Cassiopea e non doveva essere senza significato che tra le due apparizioni fossero trascorsi un numero d'anni pari all'età di Cristo. Situate entrambe sull'ottava sfera, le due stelle dovevano annunciare qualche evento prodigioso.
Galilei non rispose alla provocazione ma privatamente annotò lo scritto del Capra con epiteti poco lusinghieri come "bue" e "coglione" deridendolo per la sua ignoranza del volgare e del latino e, nascondendosi sotto lo pseudonimo di Cecco di Ronchitti, rispose alle critiche con un caustico libretto intitolato Dialogo in perpuosito de la Stella Nuova, scritto in dialetto pavano.

### Le accuse di plagio a Galilei riguardo al compasso
Più grave fu il secondo scontro con Capra che costrinse Galilei ad uscire dalla sua riservatezza. I Capra, padre e figlio nel 1602 avevano chiesto a Galilei di poter osservare come funzionasse il suo compasso geometrico e militare il cui utilizzo Galilei insegnava ai suoi allievi fin dal 1596. Il compasso era infatti uno strumento già noto, ma quello di Galilei era di uso più semplice e utilizzabile in forme e per usi ai quali i suoi inventori non avevano pensato.
Nel 1605 i due Capra avevano chiesto in prestito all'amico Giacomo Alvise Cornaro uno dei suoi compassi galileiani che avevano trattenuto per diverso tempo e avevano frequentato il laboratorio di Marcantonio Mazzoleni, l'artigiano al servizio di Galilei per la costruzione di strumenti. I due Capra quindi avevano avuto modo di conoscere bene com'era costruito il compasso.
Nel 1607 Baldassarre Capra pubblica il trattato Usus et fabrica circini cuiusdam proportionis, per quem omnia fere tum Euclidis, tum mathematicorum omnium problemata facile negotio resolvitur che era praticamente una traduzione in latino del testo di Galilei, pubblicato l'anno precedente, nel 1606, col titolo di Le operazioni del compasso geometrico et militare dove descriveva le caratteristiche dello strumento. Poiché nella sua opera, inviata in omaggio al Cornaro, Capra affermava come propria l'invenzione del compasso («parto del suo ingegno») Galilei, avvertito dal Cornaro, lo citò in giudizio presso i Riformatori dello Studio di Venezia. Galilei, che già nel 1602 aveva dovuto difendersi dall'accusa di plagio da parte di un matematico fiammingo dimostrò che Capra aveva copiato il suo precedente testo e dove non aveva copiato aveva commesso errori.

### Il processo

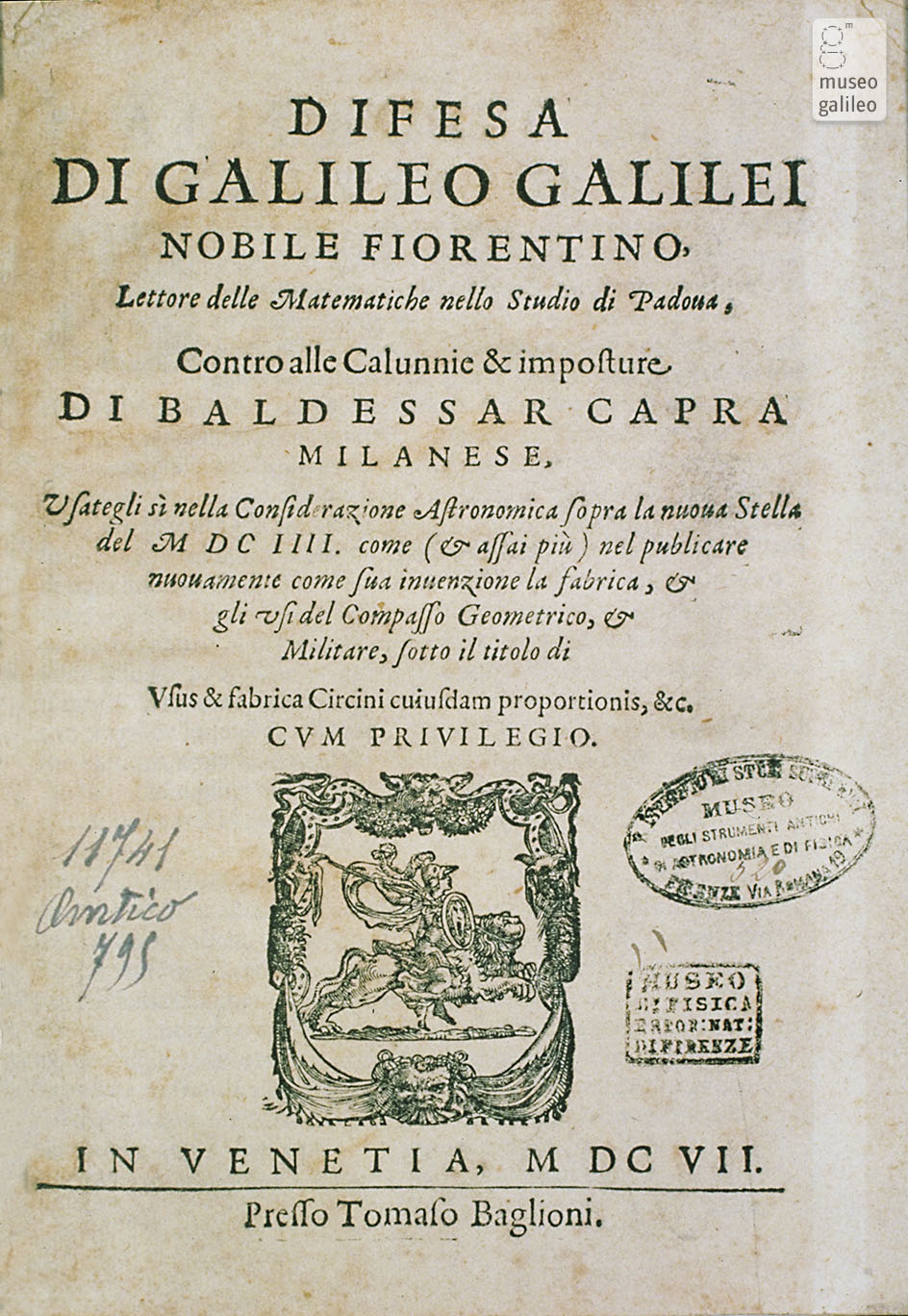
Frontespizio della Difesa di Galileo Galilei contro alle calunnie et imposture di Baldessar Capra (1607)

Nel giudizio fondamentale fu la testimonianza di Paolo Sarpi che dichiarò ai giudici di aver ricevuto il compasso da Galilei nel 1597. Capra si disse disposto allora a scusarsi dell'accusa infondata mediante la pubblicazione di un libro dove avrebbe riconosciuto l'offesa fatta a Galilei ma questi rifiutò mirando a che fosse data ampia pubblicità all'eventuale condanna del Capra. Il processo continuò aggravando sempre più la sua posizione quando si rifiutò di dimostrare al tribunale di saper usare lo strumento. Capra fu perciò condannato e dovette per ordine del tribunale fare distruggere le copie del suo libro che però era stato già diffuso all'estero. Galilei allora fece pubblicare e diffondere la sentenza a suo favore e scrisse un libello intitolato Difesa contro alle calunnie et imposture di Baldessar Capra (Venezia, 1607), nel quale dimostrava la falsità dell'accusa di Capra. 
È probabile che anche in questo episodio ci fosse stata l'istigazione del Mayr. Così almeno riteneva Galileo, che nel Saggiatore accusa Simon Mayr di aver tradotto in latino le sue istruzioni sul compasso e di averle fatte stampare col nome del Capra. Quest'ultimo, dopo il processo tornò a Milano dove continuò a insegnare l'uso del compasso, ma la sua vicenda non doveva esser stata dimenticata se nel 1620 gli venne rifiutata l'ammissione al Collegio dei medici della città.